# Sindrome SCIWORA
La sindrome SCIWORA è una sindrome neurologica acuta da trauma spinale senza segni radiologici: SCIWORA è infatti acronimo inglese dell'espressione Spinal Cord Injury Without Radiographic Abnormality.
Ad esserne maggiormente colpita è la popolazione pediatrica; essa include circa due terzi dei traumi cervicali nei bambini al di sotto degli 8 anni di età.
Viene colpito più spesso il legamento trasverso dell'atlante o i suoi piatti cartilaginei, ma anche i legamenti interspinosi nelle situazioni di flessione o di estensione. Può occorrere anche nell'adulto con prolasso discale da trauma acuto o con spondilosi cervicale.
La diagnosi radiologica è d'esclusione. L'RM può mostrare l'emorragia o l'edema spinale.
Il trattamento consiste nell'immobilizzazione da una a tre settimane.